# Kardigan

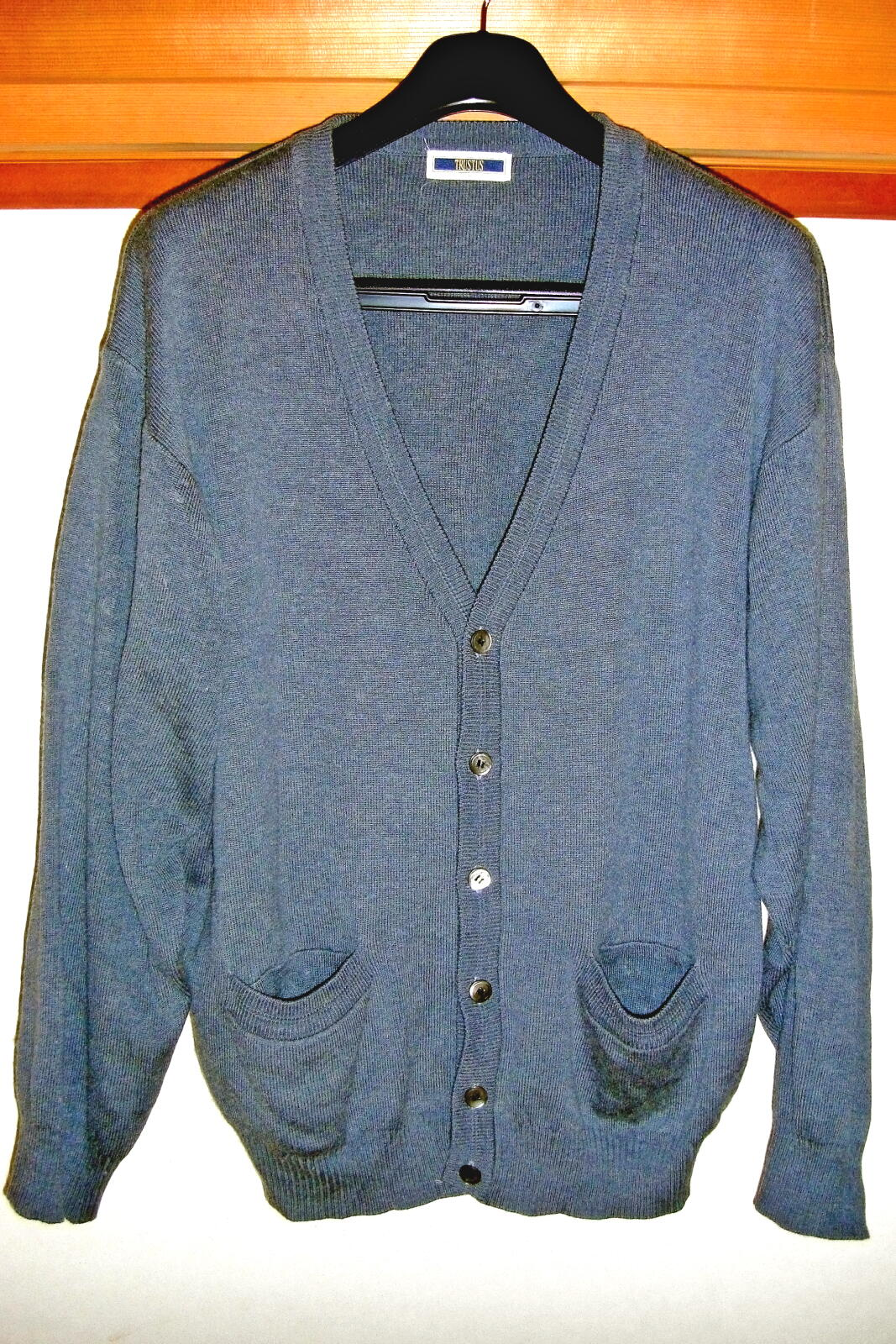
Kardigan s výstřihem do V.

Kardigan je druh svetru, který se vyrábí v dámském i pánském provedení. Je bez límce a má hlubší výstřih ve tvaru písmene V. Zatímco tradiční verze kardiganů mají často knoflíky, moderní se vyrábí bez nich.

## Historie
Historie kardiganu sahá do poloviny 19. století, kdy jej za krymské války nosil britský generál James Brudenell, 7. hrabě z Cardiganu. Stejným svetrem vybavil i své vojáky, kteří jej po válce rozšířili v Evropě. Po hraběti z Cardiganu tento typ svetru nese pojmenování. 

## Užití
Díky své pohodlnosti i funkčnosti se stal velmi populárním ve 20. století. Pánové nosili kardigan pod oblek místo tradičních vest. Takto se nosí i dnes. V kardiganu totiž skvěle vynikne kravata.
Dámy zase kardigany doplňují své jarní a podzimní outfity.
Původním materiálem pro výrobu kardiganu byla vlna, později se však vyráběly spíše z kašmíru. Kardigany byly lehčí, tenčí a pohodlnější, i když dražší. Dnes se kardigany vyrábějí z mnoha materiálů v různých barvách.